# Liste der Vertriebenendenkmale in Hessen (R–Z)
Diese Liste der Vertriebenendenkmale in Hessen (R–Z) verzeichnet die  Vertriebenendenkmale in hessischen Städten und Gemeinden von Rabenau bis Zwingenberg.

## Listen
- Liste der Vertriebenendenkmale in Hessen (A–F)
- Liste der Vertriebenendenkmale in Hessen (G–K)
- Liste der Vertriebenendenkmale in Hessen (L–P)

## R–Z
| Bild | Ort                       | Lage                                                                               | Jahr       | Beschreibung |  |
| --- | ------------------------- | ---------------------------------------------------------------------------------- | ---------- | --- |  |
| 0 | Rabenau (Hessen)          | Kesselbach                                                                         | 1953       | Ostlandkreuz „Der Heimat die Treue.“ |  |
| 0 | Reichelsheim (Odenwald)   |                                                                                    | 1953       | Gedenkstein „B.V.D. Der unvergessenen Heimat und unseren Toten. Reichelsheim i. Odw.“ |  |
| | Riedstadt                 | Wolfskehlen 49° 51′ 16,7″ N, 8° 29′ 48,7″ O                                        | 1953       | Gedenkstein „Den Toten der Heimat. BVD Wolfskehlen 1953.“ |  |
| Bild gesucht Die Wikipedia wünscht sich an dieser Stelle ein Bild vom Ort mit diesen Koordinaten 49.813980861506 8.5109845000065 . Motiv: Vertriebenendenkmal Crumstadt Falls du dabei helfen möchtest, erklärt die Anleitung , wie das geht. BW       | Riedstadt                 | Friedhof in Crumstadt 49° 48′ 50,3″ N, 8° 30′ 39,5″ O                              | 1964       | Gedenkstein „Gedenkstätte der Heimatvertriebenen. Allen Neubürgern gewidmet. Gemeinde Crumstadt 1964.“ |  |
| Bild gesucht Die Wikipedia wünscht sich an dieser Stelle ein Bild vom Ort mit diesen Koordinaten 49.838687825865 8.4980464093084 . Motiv: Vertriebenendenkmal Goddelau Falls du dabei helfen möchtest, erklärt die Anleitung , wie das geht. BW        | Riedstadt                 | Friedhof in Goddelau 49° 50′ 19,3″ N, 8° 29′ 53″ O                                 | 0          | Gedenkstein |  |
| Bild gesucht Die Wikipedia wünscht sich an dieser Stelle ein Bild vom Ort mit diesen Koordinaten 49.6239 8.75986 . Motiv: Vertriebenendenkmal Rimbach, Rathaus im Treppenhaus Falls du dabei helfen möchtest, erklärt die Anleitung , wie das geht. BW | Rimbach (Odenwald)        | Treppenaufgang im Rathaus 49° 37′ 26″ N, 8° 45′ 35,5″ O                            |            | Gedenkschrift „Die Gemeinde Rimbach gab den vertriebenen Deutschen eine neue Heimat. Gottes Erde ist überall.“ |  |
| Bild gesucht Die Wikipedia wünscht sich an dieser Stelle ein Bild vom Ort mit diesen Koordinaten 49.60507 8.76696 . Motiv: Vertriebenendenkmal Zotzenbach, Friedhof Falls du dabei helfen möchtest, erklärt die Anleitung , wie das geht. BW           | Rimbach                   | Friedhof in Zotzenbach 49° 36′ 18,3″ N, 8° 46′ 1,1″ O                              | 1998       | Gedenkstein „Zum Gedenken unserer Toten in und fern der Heimat. Die Vertriebenen, Ortsgruppe Zotzenbach.“ |  |
| | Rimbach                   | Tromm 49° 36′ 34,2″ N, 8° 48′ 45,9″ O                                              |            | Kulturdenkmal |  |
| | Rödermark                 | Adolph-Kolping-Straße in Ober-Roden 49° 58′ 42,9″ N, 8° 49′ 9,1″ O                 | 2005       | Denkmal, 3 Marmorstelen |  |
| | Rödermark                 | Friedhof in Ober-Roden 49° 59′ 6,1″ N, 8° 49′ 13,1″ O                              |            | Gedenkstein „Den Opfern von Gewalt, Krieg und Vertreibung“ |  |
| | Rödermark                 | Friedhof in Urberach 49° 58′ 9,5″ N, 8° 47′ 30,9″ O                                |            | Gedenkkreuz „Unseren Toten in der Heimat. Die Heimatvertriebenen.“ |  |
| | Rodheim vor der Höhe      | Friedhof 50° 16′ 22,7″ N, 8° 42′ 20″ O                                             | 1953       | Gedenkkreuz „Unseren Toten und der unvergessenen Heimat. 1953. Die Heimatvertriebenen.“ |  |
| Bild gesucht Die Wikipedia wünscht sich an dieser Stelle ein Bild vom Ort mit diesen Koordinaten 51.00641 9.7347 . Motiv: Vertriebenendenkmal Rotenburg an der Fulda Falls du dabei helfen möchtest, erklärt die Anleitung , wie das geht. BW          | Rotenburg an der Fulda    | Katzenkopf-Höhe 51° 0′ 23,1″ N, 9° 44′ 4,9″ O                                      | 1950       | Mahnmal „Weißes Kreuz“, 10 Steinrohlinge mit Gedenktafeln „Unseren Toten. Die Heimatvertriebenen.“ – Weichsel-Warthe, Danzig-Memelland, Ost- und Westpreußen, Pommern, Siebenbürgen, Schlesien, Sudeten-Deutsche, Ungarn-Deutsche, Jugoslawien-Deutsche, Russlanddeutsche |  |
| 0 | Rotenburg                 |                                                                                    | 1994       | Gedenkstein „Russlanddeutsche.“ |  |
| 0 | Rüsselsheim am Main       | Friedhof                                                                           | 1995       | Gedenkstein „15 Millionen Deutsche wurden 1945/48 vertrieben. In Erinnerung an ihre Heimat im Osten und ihre Toten. Ein Mal des Gedenkens an alle Opfer von Krieg, Flucht und Vertreibung. Bund der Vertriebenen, Ortsverband Rüsselsheim und die Stadt Rüsselsheim im Mai 1995.“ |  |
| Bild gesucht Die Wikipedia wünscht sich an dieser Stelle ein Bild vom Ort mit diesen Koordinaten 50.673671 9.560725 . Motiv: Vertriebenendenkmal Schlitz, Rathaus Falls du dabei helfen möchtest, erklärt die Anleitung , wie das geht. BW             | Schlitz (Vogelsbergkreis) | Rathaus 50° 40′ 25,2″ N, 9° 33′ 38,6″ O                                            | 1982       | Gedenktafel „In den Jahren nach dem 2. Weltkrieg haben über 2500 Heimatvertriebene aus dem Sudetenland, Schlesien, Pommern, Ostpreußen und anderen deutschen Siedlungsgebieten in Ost- und Südosteuropa Aufnahme in der Stadt Schlitz und dem Schlitzerland gefunden.“ |  |
| | Schloßborn                | Butznickel 50° 11′ 50,7″ N, 8° 22′ 0,2″ O                                          | 2018       | Ostkreuz „Der unvergessenen Heimat“; Hölzernes Kreuz mit eingravierten Herkunftsorten der in Schloßborn aufgenommenen Vertriebenen, 2016 abgebaut und 2018 erneuert |  |
| Bild gesucht Die Wikipedia wünscht sich an dieser Stelle ein Bild vom Ort mit diesen Koordinaten 50.19835 8.82969 . Motiv: Vertriebenendenkmal Oberdorfelden Falls du dabei helfen möchtest, erklärt die Anleitung , wie das geht. BW                  | Schöneck (Hessen)         | Nidderhalle in Oberdorfelden 50° 11′ 54,1″ N, 8° 49′ 46,9″ O                       | 1988       | Gedenkstein „Dittersdorf a. d. Feistritz ist unsere Heimat im Ostsudetenland. Sie bleibt uns Vertriebenen unvergessen. Wir danken unserer Patengemeinde Schöneck für diese Erinnerungsstätte 1988.“ |  |
| 0 | Schöneck                  | Friedhof in Büdesheim                                                              | 1954       | Gedenkstein „Den Toten in der Heimat.“ |  |
| Bild gesucht Die Wikipedia wünscht sich an dieser Stelle ein Bild vom Ort mit diesen Koordinaten 50.50393 9.12988 . Motiv: Vertriebenendenkmal Schotten, Friedhof Falls du dabei helfen möchtest, erklärt die Anleitung , wie das geht. BW             | Schotten (Stadt)          | Friedhof 50° 30′ 14,1″ N, 9° 7′ 47,6″ O                                            | 1951       | Gedenkkreuz „Vergeßt die Toten unserer geraubten Heimat nicht!“ |  |
| Bild gesucht Die Wikipedia wünscht sich an dieser Stelle ein Bild vom Ort mit diesen Koordinaten 50.91107 9.19197 . Motiv: Vertriebenendenkmal Treysa, Friedhof Falls du dabei helfen möchtest, erklärt die Anleitung , wie das geht. BW               | Schwalmstadt              | Friedhof in Treysa 50° 54′ 39,9″ N, 9° 11′ 31,1″ O                                 | 1950/51    | Kreuz des Ostens, Bronzetafel (1987) „Zur Erinnerung an die Flucht und Vertreibung 1945. Den Toten zum Gedenken, den Lebenden zur Mahnung.“ |  |
| | Schwalmstadt              | Kreishaus in Ziegenhain Landgraf-Philipp-Straße 19 50° 54′ 42,1″ N, 9° 14′ 17,4″ O | 1962       | Stele mit Wappen von Ostpreußen, Westpreußen, Pommern, Brandenburg, Niederschlesien, Oberschlesien, Sudetenland, Danzig „Tilsit 950 km, Königsberg 850 km, Marienburg 730 km, Elbing 760 km, Stettin 440 km, Kolberg 550 km, Frankfurt/Oder 385 km, Küstrin 400 km, Breslau 530 km, Liegnitz 465 km, Kattowitz 670 km, Oppeln 585 km, Eger 225 km, Reichenberg 390 km, Danzig 720 km, Memel 970 km.“Das Denkmal war zwischen 2010 und 2014 „ins Abseits“ verschoben. |  |
| 0 | Schwalmtal (Hessen)       | Hopfgarten                                                                         | 1949       | Gedenkkreuz „Den Toten der verlorenen Heimat in Treue. Die Heimatvertriebenen. Hopfgarten 1949.“ |  |
| | Seligenstadt              | Alter Friedhof 50° 2′ 31,4″ N, 8° 58′ 54,7″ O                                      | 1958       | Gedenksäule „Den Opfern der Kriege, der Gewalt, der Vertreibung. Gottes Frieden.“ |  |
| | Seligenstadt              | Kettelerstraße 90 in Klein-Welzheim 50° 2′ 28″ N, 9° 0′ 32,9″ O                    |            | Gedenkkapelle „Unseren Toten. Die Heimatvertriebenen.“ |  |
| | Seligenstadt              | Triebweg in Froschhausen 50° 3′ 8″ N, 8° 55′ 30,5″ O                               | 1950       | Gedenkkreuz „Zur Erinnerung an die Heimatvertriebenen der Jahre 1945/1946.“ |  |
| Bild gesucht Die Wikipedia wünscht sich an dieser Stelle ein Bild vom Ort mit diesen Koordinaten 51.24085 9.56912 . Motiv: Vertriebenendenkmal Wellerode Falls du dabei helfen möchtest, erklärt die Anleitung , wie das geht. BW                      | Söhrewald                 | Friedhof in Wellerode 51° 14′ 27,1″ N, 9° 34′ 8,8″ O                               | 1983       | Gedenkstein „Den Toten der Heimat und den Opfern der Vertreibung. Sudetendeutsche Landsmannschaft Wellerode 1983.“ |  |
| Bild gesucht Die Wikipedia wünscht sich an dieser Stelle ein Bild vom Ort mit diesen Koordinaten 50.55596 8.43727 . Motiv: Vertriebenendenkmal Oberbiel Falls du dabei helfen möchtest, erklärt die Anleitung , wie das geht. BW                       | Solms                     | Heuerberg in Oberbiel 50° 33′ 21,5″ N, 8° 26′ 14,2″ O                              | 1949       | Gedenkkreuz „Den Toten der Heimat.“ |  |
| Bild gesucht Die Wikipedia wünscht sich an dieser Stelle ein Bild vom Ort mit diesen Koordinaten 50.54071 8.40873 . Motiv: Vertriebenendenkmal Oberbiel Falls du dabei helfen möchtest, erklärt die Anleitung , wie das geht. BW                       | Solms                     | Friedhof in Burgsolms 50° 32′ 26,6″ N, 8° 24′ 31,4″ O                              | 1978       | Gedenkstein „Den Opfern der Vertreibung 1945–1946. BdV Solms 1978.“ |  |
| Bild gesucht Die Wikipedia wünscht sich an dieser Stelle ein Bild vom Ort mit diesen Koordinaten 50.13743 9.1151 . Motiv: Vertriebenendenkmal Somborn, Friedhof Falls du dabei helfen möchtest, erklärt die Anleitung , wie das geht. BW               | Somborn (Freigericht)     | Friedhof 50° 8′ 14,7″ N, 9° 6′ 54,4″ O                                             | 1984       | Gedenkkreuz, Tafel „Zum Gedenken unserer Toten in der alten Heimat. Der Gefallenen von 19391945 und der Opfer der Vertreibung gew. vom Ortsverband der Heimatvertriebenen.“ |  |
| 0 | Somborn                   | Friedhof                                                                           | 1999       | Gedenktafel „1939–1945. Den Gefallenen von Braunseifen in Nordmähren–Sudetenland zum Gedenken. 113 Soldaten sind gefallen. 8 Zivilpersonen wurden Opfer der Vertreibung. Wir hätten so gerne wie ihr gelebt, doch mußten wir jung sterben. Vergeßt uns nicht.“ |  |
| | Stockhausen (Herbstein)   | an der Kirche 50° 33′ 50,3″ N, 9° 26′ 42,6″ O                                      | 0          | Inschrift am Gefallenendenkmal |  |
| Bild gesucht Die Wikipedia wünscht sich an dieser Stelle ein Bild vom Ort mit diesen Koordinaten 49.80903 8.47351 . Motiv: Vertriebenendenkmal Stockstadt am Rhein Falls du dabei helfen möchtest, erklärt die Anleitung , wie das geht. BW            | Stockstadt am Rhein       | Friedhof 49° 48′ 32,5″ N, 8° 28′ 24,6″ O                                           | 1970, 2005 | Mahnmal der Vertriebenen (Franz Jahn), Gedenktafel (2000) „15 Millionen Deutsche wurden nach dem Zweiten Weltkrieg aus ihrer Heimat vertrieben. Aus Ostdeutschland – Ostpreußen, Ostpommern, Ostbrandenburg, Schlesien – aus dem Sudetenland und aus den deutschen Siedlungsgebieten Ost- und Südosteuropas. In Erinnerung an ihre Heimat und zum Gedenken an die über 2 Millionen Toten der Flucht, Deportation und Vertreibung wurde dieses Mahnmal errichtet. Bund der Vertriebenen–Gemeinde Stockstadt am Rhein November 2000.“ |  |
| | Trebur                    | Friedhof 49° 55′ 32,2″ N, 8° 24′ 36,5″ O                                           | 1950       | Gedenkkreuz „Den Toten der Heimat. Den Opfern der Vertreibung.“ |  |
| 0 | Trebur                    | Ehrenfriedhof in Geisenheim                                                        | 1950       | Gedenkstein |  |
| | Treysa (Schwalmstadt)     | Bahnhof 50° 54′ 39,4″ N, 9° 11′ 8,1″ O                                             | 2014       | Gedenktafel zur Erinnerung an die Ankunft von fast 30.000 aus der sudetendeutschen Heimat Vertriebenen Menschen und an ihren Neuanfang in Nordhessen. |  |
| Bild gesucht Die Wikipedia wünscht sich an dieser Stelle ein Bild vom Ort mit diesen Koordinaten 50.91081 9.19213 . Motiv: Vertriebenendenkmal Treysa, Friedhof Falls du dabei helfen möchtest, erklärt die Anleitung , wie das geht. BW               | Treysa (Schwalmstadt)     | Friedhof 50° 54′ 38,9″ N, 9° 11′ 31,7″ O                                           | 1950/51    | Kreuz des Ostens, Bronzetafel (1987) „Zur Erinnerung an die Flucht und Vertreibung 1945. Den Toten zum Gedenken, den Lebenden zur Mahnung.“ |  |
| | Usingen                   | Vor dem Usinger Schloss 50° 20′ 3″ N, 8° 32′ 14,2″ O                               | 2002       | Gedenkstein „Zur Erinnerung und Mahnung an Flucht und Vertreibung der Deutschen aus den Ostgebieten 1945–1946.“ |  |
| Bild gesucht Die Wikipedia wünscht sich an dieser Stelle ein Bild vom Ort mit diesen Koordinaten 51.3613 9.46962 . Motiv: Vertriebenendenkmal Vellmar Falls du dabei helfen möchtest, erklärt die Anleitung , wie das geht. BW                         | Vellmar                   | Europaplatz 51° 21′ 40,7″ N, 9° 28′ 10,6″ O                                        | 1996       | Gedenkstein „Zum Gedenken an die Vertreibung von 14 Millionen Deutschen 1945/46.“ |  |
| 0 | Viernheim                 | Friedhof                                                                           | 1951       | Gedenkkreuz „Den Toten der Heimat.“ |  |
| 0 | Viernheim                 | Altrohlauer Platz                                                                  | 2002       | Gedenkstein „Zur Erinnerung an die Patenschaft Altrohlau bei Karlsbad im Egerland und an die 1945/1946 Vertriebenen, die sich in Viernheim und anderorts ein neues Zuhause schufen. Viernheim - Patenstadt von Altrohlau.“ |  |
| 0 | Villmar                   | Treisfurter Hof                                                                    | 1982       | Vogteikapelle |  |
| | Villmar                   | Marmorbrücke über die Lahn                                                         | 1996       | Johannes-Nepomuk-Statue „Johannes von Nepomuk. Zum Gedenken an die Vertreibung 1946–1996.“ |  |
| 0 | Volkmarsen                | Auf dem Scheid                                                                     | 1951, 1988 | Kreuz des Ostens „Unserer Heimat.“ |  |
| 0 | Wächtersbach              | Vorderer Garten von Schloss Wächtersbach                                           | 1956       | Vertriebenenkreuz „Herr geleite uns heim! Den Toten der ostdeutschen Heimat.“ |  |
| 0 | Wächtersbach              | Schlosspark                                                                        | 2005       | Gedenkstein „Zum Gedenken an die 2,5 Mill. Opfer von Flucht und Vertreibung 1945–1947. 15 Millionen Menschen verloren die Heimat und ihren Besitz. Dank an die Bürger von Wächtersbach, die mitgeholfen haben, daß über 2400 Heimatvertriebene und Flüchtlinge aus dem Sudetenland, Schlesien, West- und Ostpreußen, Pommern, Ostbrandenburg und den Siedlungsgebieten in Ost- und Südosteuropa hier wieder eine neue Heimat finden konnten. Errichtet 2005. BdV-OV Wächtersbach.“ |  |
| | Wehrheim                  | Wehrheim, Neue Mitte 50° 18′ 11,7″ N, 8° 34′ 8,4″ O                                | 2024       | Das Denkmal an die Opfer von Nationalsozialismus, Krieg und Vertreibung gedenkt auch den Opfern der Vertreibung. |  |
| 0 | Weilburg                  | Friedhof                                                                           | 1951       | Gedenkkreuz „Den Toten in der Heimat.“ |  |
| | Weilburg                  | Grünanlage an der Freystädter Straße                                               | 1966       | Gedenkstein „Den Toten seines Patenkreises Freystadt Nd. Schlesien zum Gedenken. Der Oberlahnkreis.“ |  |
| 0 | Weilburg                  | Bahnhof Weilburg                                                                   |            | Gedenktafel „Auf diesem Bahnhof kam am 4. Februar 1946 der erste Vertriebenentransport in Hessen an. Er kam aus Kuttenplan im Egerland. Ihm folgten noch 294 weitere Transporte aus dem Sudetenland. Nach 60 Jahren soll diese Tafel an die Not jener Zeit erinnern. Weilburg. 4. Februar 2006.“ |  |
| 0 | Weilburg                  | Nebenerwerbssiedlung Friedrich-Ebert-Straße                                        |            | Gedenkstein „Landwirtschaftliche Nebenerwerbssiedlung Weilburg. Errichtet 1953–1957 in 42 Siedlerstellen und bis 1976 mit neuen Einzelstellen von Heimatvertriebenen aus den Gebieten: Sudetenland 43, Schlesien 3, Ostpreußen 3, Westpreußen 1, Slowakei 1, Wartheland 1.“ |  |
| | Weilburg                  | Außenmauer, alter Friedhof, Frankfurter Straße, unterhalb katholischer Kirche      | 2017       | Gedenktafel „Gedenkstätte der Heimatvertriebenen aus Györsövényház, Ungarn. 521 Personen kamen am 5. Juni 1946 am Bahnhof in Weilburg an und wurden im Kreis Limburg-Weilburg angesiedelt. Auf der Tafel sind die Familiennamen der Heimatvertriebenen aufgeführt. Die Gedenkstätte wurde durch Geld- und Sachspenden der Interessengemeinschaft der Heimatvertriebenen errichtet. Enthüllung der Tafel im Juni 2017, Fertigstellung (Zuweg ) Oktober 2017.“ |  |
| Bild gesucht Die Wikipedia wünscht sich an dieser Stelle ein Bild vom Ort mit diesen Koordinaten 50.43377 8.37657 . Motiv: Vertriebenendenkmal Weilmünster Falls du dabei helfen möchtest, erklärt die Anleitung , wie das geht. BW                    | Weilmünster               | Vor der katholischen Kirche 50° 26′ 1,6″ N, 8° 22′ 35,7″ O                         | 1955       | Gedenkkreuz „Den Toten in der Fremde und Heimat. Die Heimat.“ |  |
| | Weiterstadt               | Friedhof Gräfenhausen-Schneppenhausen 49° 55′ 38,6″ N, 8° 35′ 22,1″ O              | 0          | Gedenkstätte "Den Toten der Heimat" |  |
| 0 | Wetzlar                   | Garbenheim                                                                         | 1966/67    | Ehrenmal „Den Toten des deutschen Ostens.“ |  |
| 0 | Wiesbaden                 | Auringen                                                                           | 1979       | Christdorfer Gedenkstein „Christdorf 1269, Ostsudeten 1979.“ |  |
| 0 | Wiesbaden                 | Hessische Hochschule für Polizei und Verwaltung                                    | 1993       | Sudetendeutscher Gedenkstein |  |
| 0 | Wiesbaden                 | Kranichstraße in Kohlheck                                                          | 2001/02    | Gedenkstein „Unvergessene Heimat! Den Opfern der Vertreibung 1945. Die Landsmannschaften im Bund der Vertriebenen.“ |  |
| Bild gesucht Die Wikipedia wünscht sich an dieser Stelle ein Bild vom Ort mit diesen Koordinaten 50.08265 8.19026 . Motiv: Vertriebenendenkmal Dotzheim Falls du dabei helfen möchtest, erklärt die Anleitung , wie das geht. BW                       | Wiesbaden                 | Leutelt-Platz in Dotzheim 50° 4′ 57,5″ N, 8° 11′ 24,9″ O                           | 1967       | Gustav-Leutelt-Gedenkstein „Gustav Leutelt 1860–1947. Dichter des Isergebirges.“ |  |
| | Wiesbaden                 | Nordenstadt, Friedhof 50° 3′ 59,6″ N, 8° 20′ 38″ O                                 |            | Gedenkstätte „Unvergessene Heimat“ |  |
| 0 | Witzenhausen              | Straße von Werleshausen nach Bornhagen, nahe der früheren innerdeutschen Grenze    |            | Gedenkstein „Wanderer! Verweile! Gedenke hier in Trauern u. Wehmut der geraubten deutschen Lande: Pommern-Ostpreußen-Westpreußen-Schlesien u. des Sudetenlandes. Diesem Stein liegt es fern, einer Vergeltung zu dienen. Doch 15 Millionen Deutsche wurden aus ihrer in Jahrhunderten angestammten Heimat, ohne Hab u. Gut zu retten, verjagt. Ein in der Weltgeschichte durch blindwütigen Hass gezeichneter, noch nie dagewesener Vorgang.“ – „Herr, vergib denen, die es wollten oder es billigten!“ – „Wir grüßen unsere Brüder und Schwestern jenseits der erzwungenen Grenze u. hoffen wie sie, daß die Tage dieser Grenze bald gezählt seien. O Herr, vergib uns unsere Schuld, wie auch wir vergeben unseren Schuldigern.“ |  |
| Bild gesucht Die Wikipedia wünscht sich an dieser Stelle ein Bild vom Ort mit diesen Koordinaten 50.4044 8.81687 . Motiv: Vertriebenendenkmal Wölfersheim Falls du dabei helfen möchtest, erklärt die Anleitung , wie das geht. BW                     | Wölfersheim               | Friedhof 50° 24′ 15,8″ N, 8° 49′ 0,7″ O                                            | 1957, 1978 | Gedenkkreuz „Unseren Toten der Heimat 1945–1946.“ |  |
| Bild gesucht Die Wikipedia wünscht sich an dieser Stelle ein Bild vom Ort mit diesen Koordinaten 50.4299 8.82534 . Motiv: Vertriebenendenkmal Wohnbach Falls du dabei helfen möchtest, erklärt die Anleitung , wie das geht. BW                        | Wölfersheim               | Friedhof in Wohnbach 50° 25′ 47,6″ N, 8° 49′ 31,2″ O                               | 1953, 1986 | Gedenkkreuz „Den Toten der Heimat 1953.“ |  |
| | Wöllstadt                 | Friedhof in Ober-Wöllstadt 50° 18′ 4,1″ N, 8° 45′ 13,1″ O                          | 0          | Gedenkstein „Den Toten der Heimat und der Vertreibung.“ |  |
| | Wöllstadt                 | Friedhof in Ober-Wöllstadt 50° 18′ 4,1″ N, 8° 45′ 13,1″ O                          | 0          | Ein Grabkreuz aus Kunzendorf mit Inschrift |  |
| | Wolfhagen                 | Ofenberg 51° 19′ 46,3″ N, 9° 11′ 13,6″ O                                           | 1965       | Gedenkstätte mit 3 Steinkreuzen und 12 Steine (Baltendeutsche, Ostpreußen, Westpreußen, Schlesien, Pommern, Sudetenland, Brandenburg, Weichsel-Warthe, Südostdeutsche, Danzig) „Unserer ostdeutschen Heimat und ihren Toten zum steten Gedenken.“ |  |
| 0 | Wolfhagen                 | Kreisjugendheim                                                                    |            | Wegweiser „Stettin 455 km, Königsberg 850 km, Danzig 720 km, Stralsund 400 km, Frankfurt/Oder 370 km, Dresden 300 km, Breslau 560 km, Hindenburg 700 km.“ |  |
| Bild gesucht Die Wikipedia wünscht sich an dieser Stelle ein Bild vom Ort mit diesen Koordinaten 51.36575 9.30317 . Motiv: Vertriebenendenkmal Zierenberg Falls du dabei helfen möchtest, erklärt die Anleitung , wie das geht. BW                     | Zierenberg                | Bahnhofs-Grünfläche 51° 21′ 56,7″ N, 9° 18′ 11,4″ O                                | 0          | Gedenktafel zur Erinnerung an die Ankunft mehrerer Transportzüge der heimatvertriebenen Sudetendeutschen und an deren Neubeginn fern der Heimat. |  |
| | Zwingenberg (Bergstraße)  | Aussegnungshalle auf dem Friedhof 49° 43′ 38,9″ N, 8° 36′ 50,4″ O                  |            | Gedenkstein „Den Toten der Heimat zum Gedenken. 1945. Die Heimatvertriebenen.“ |  |